# 데드 마운트 데스 플레이
데드 마운트 데스 플레이(일본어: デッドマウント・デスプレイ Dead Mount Death Play[*])는 나리타 료고가 글을 쓰고 후지모토 신타가 그림을 그린 일본 만화 시리즈이다. 2017년 10월 스퀘어 에닉스의 영 간간에서 연재를 시작했다. Geek Toys가 제작한 애니메이션 TV 시리즈 각색판은 두 코스로 방영되었다. 첫 번째 코스는 2023년 4월부터 6월까지, 두 번째 코스는 2023년 10월부터 12월까지 방영되었다.

## 구성
다른 세계에서는 샤그루아 에디스 루그리드 경이라는 영웅이 시체신이라 알려진 강력한 네크로맨서를 처치하려고 한다. 그러나 시체 신은 독특한 마법 기술을 사용하여 자신을 다른 세계로 환생하고, 암살자에게 막 목이 잘린 소년 시노야마 폴카의 몸이 되어 현대의 신주쿠에 도착하게 된다. 이 새로운 세계가 이전 세계에서 원했던 평화로운 삶을 제공할 수 있다고 생각한 시체 신은 폴카의 정체성을 이어받고 곧 클라리사라는 여성과 그녀의 부하들의 도움을 받아 신주쿠 지하 세계에 통합된다.